# Dávid Janiczak

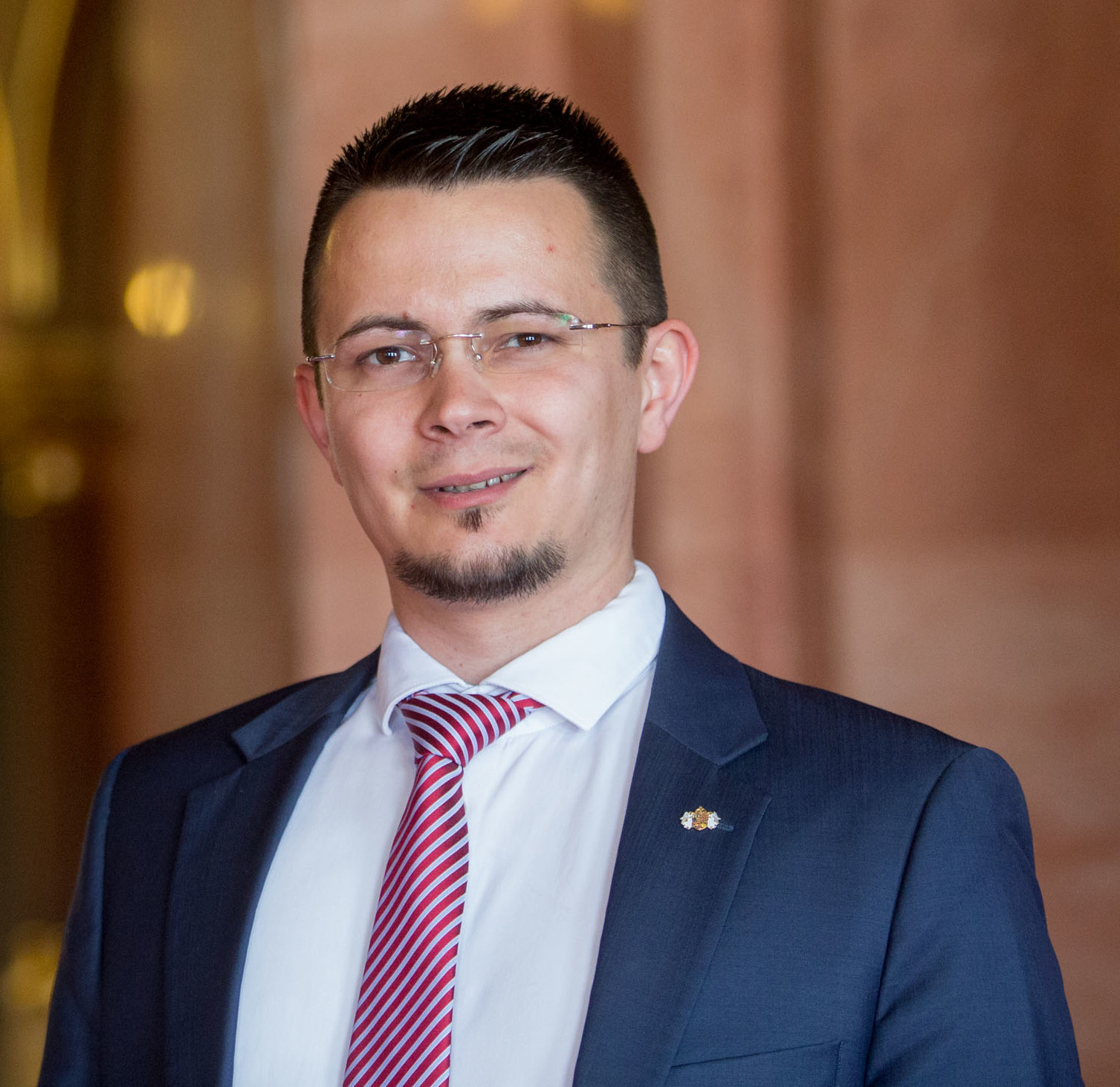
Dávid Janiczak (2017)

Dávid Janiczak (geboren am 4. März 1987 in Ózd) ist ein ungarischer Politiker polnischer Herkunft. Als Mitglied der Partei Jobbik ist er seit 2014 Bürgermeister von Ózd.

## Leben
Er besuchte die Realschule Bertalan Szemere und die Károly-Eszterházy-Hochschule. Janiczak beschäftigt sich schon seit jungen Jahren mit Politik, in die Partei ist er jedoch erst 2009 eingetreten. Er war Vizepräsident von Jobbik in Ózd und Neugründer nach dessen Auflösung im Jahre 2012. Privat ist er ein Amateurdichter, seine lyrischen Texte wurden sogar mit einem Preis in Ungarn ausgezeichnet.

## Als Bürgermeister
Bei der Bürgermeisterwahl in Ózd bekam Janiczak 66 Stimmen mehr als sein Vorgänger Pál Fürjes (FIDESZ-KDNP). Laut Fürjes gab es aber in den Urnen fünf Stimmen mehr als Wahlberechtigte, die auch gewählt haben. Außerdem haben sich die Delegierten der Regierung auch auf Rechtswidrigkeiten bei der Stimmenauszählung berufen und Zeugen haben behauptet, dass ein Kandidat materielle Gegenleistung den Wählern versprochen habe. Pál Fürjes klagte somit gegen das Ergebnis. Bei der neu ausgeschriebenen Wahl hat Janiczak mehr als zwei Drittel der Stimmen erhalten, insgesamt hatte er ungefähr fünftausend Stimmen mehr als Fürjes.  In der Wahlnacht haben mehr als tausend Menschen die Ergebnisse der Neuwahlen begrüßt und Janiczak in Feierstimmung zum Rathaus begleitet.